# Scott Vogel
Pour les articles homonymes, voir Scott et Vogel.
Scott Vogel (né le 5 avril 1973 à Buffalo) est le chanteur du groupe hardcore Terror. Il chantait auparavant dans les groupes Buried Alive, Despair et Slugfest.